# Bulimarexia
La bulimarexia es una psicopatología alimentaria que combina manifestaciones anoréxicas  con fenómenos bulímicos.
Este trastorno de la alimentación, que a veces es considerado como un subtipo de la anorexia o de la bulimia, es en realidad una psicopatología  que combina síntomas presentados por las personas anoréxicas, tales como hiperactividad y restricción extrema a ingerir alimentos, con manifestaciones bulímicas como atracones y empleo de purgas para contrarrestarlos. Así, aunque la bulimarexia presenta muchos de los síntomas de la anorexia, se diferencia de esta psicopatología debido a que los anoréxicos no realizan una alimentación compulsiva, y a pesar de que también comparte síntomas con la bulimia, se diferencia de esta debido a que en el bulimaréxico puede producirse una pérdida importante de peso. 
Esta combinación de rasgos bulímicos y anoréxicos en un mismo cuadro clínico suele ser el trastorno alimenticio más común, pues con frecuencia ninguna de las dos enfermedades aparece en un estado puro.
Al igual que en la mayoría de los trastornos alimenticios, las mujeres jóvenes  son el grupo más afectado por esta enfermedad.

Las consecuencias de la bulimarexia son las que suscitan tanto la anorexia como la bulimia en el cuerpo del enfermo, siendo los síntomas más frecuentes sequedad en la piel, trastornos hormonales y, en casos más extremos, la presencia de  cardiopatías.
Un ejemplo histórico de bulimarexia es el ofrecido por Isabel de Austria (1837-1898), conocida como la emperatriz Sissi, quien a los veinticinco años comenzó a obsesionarse con su físico, puesto que deseaba tener una figura perfecta. Con el fin de mantener su peso de 50 kilos, a pesar de contar con una altura de 1,72 metros, y de conservar su cintura de  47 centímetros, Sissi comenzó a someterse a varias dietas de adelgazamiento y adquirió complejos hábitos alimenticios destinados a compensar sus atracones de dulces. Así, su dieta se componía por una combinación de carne de ternera, pollo, venado y perdiz; carne fría, sangre de buey cruda, leche, tartas, pasteles y helado. La emperatriz austriaca prescindió durante casi toda su vida adulta de verduras y de fruta, a excepción de las naranjas.

Isabel de Austria sufrió reuma, neuritis y edemas en todo su cuerpo, causados por su ayuno continuado. Desde los 44 años padeció de dolores de ciática y acumulación de líquido en las piernas. A partir de los 50 años, su cutis  estaba tan deteriorado que se sintió obligada a usar velo durante todo el día. A causa de sus padecimientos, los últimos cuadros que se hicieron de la emperatriz austríaca datan de cuando tenía 30 años.

Las torturas a las que sometió su cuerpo no solo atentaron contra su salud, sino que, además, aumentaron su irritabilidad y le ocasionaron insomnio.

## Posibles etiologías
Se considera que la presión social es uno de los factores principales que influyen en el desarrollo de este trastorno, además de la personalidad del afectado. Entre las manifestaciones de esta presión se incluyen las modas, que suelen producir que la gente desee algo a menudo incompatible con sus características físicas, y se desprecie por esa imposibilidad de semejarse al estereotipo impuesto. Esto, sumado a los estímulos propagados a través de los medios de comunicación, especialmente en los anuncios publicitarios, es un factor fundamental en el desarrollo de las psicopatologías. 
Asimismo, el trastorno encuentra sus raíces en lo cultural. La pérdida de valores, la cultura del facilismo, y la incomunicación producto de la falta de diálogo y debate, así como el desligamiento de la responsabilidad y el compromiso, son causas del desarrollo de estas psicopatologías cuando se presentan en el ámbito familiar o social en que el afectado desarrolla sus actividades.